# Issersheilingen
Issersheilingen est une ancienne commune allemande de l'arrondissement d'Unstrut-Hainich, Land de Thuringe.

## Géographie
Issersheilingen se situe à l'ouest du bassin de Thuringe.
|                 | Schlotheim      |               |
|                 | Issersheilingen |               |
| Bothenheilingen |                 | Neunheilingen |

## Histoire
Issersheilingen est mentionné pour la première fois en 1279.

## Source de la traduction
- (de) Cet article est partiellement ou en totalité issu de l’article de Wikipédia en allemand intitulé « Issersheilingen » (voir la liste des auteurs).